# Joe Ralls
Joseph William Ralls (Aldershot, Hampshire, Inglaterra, 13 de octubre de 1993) es un futbolista británico. Juega de centrocampista y se encuentra sin equipo tras abandonar el Cardiff City F. C.

## Trayectoria

### Cardiff City
Joseph comenzó su formación en su club local el Aldershot Town, para luego pasar a las inferiores del club amateur Farnborough. Llamó la atención del Cardiff City y firmó su primer contrato profesional con el club el 30 de septiembre de 2011.
Debutó con el club 48 horas después cuando jugó 10 minutos contra el Hull City entrando a la cancha por el lesionado Kenny Miller, marcó un gol de volea en su debut, donde el Cardiff perdió por 2-1. Jugó 14 partidos en todas las competiciones por el club en su primera temporada.

#### Préstamo a Yeovil Town
El 14 de agosto de 2013 se fue a préstamo al Yeovil Town, club que recién ascendió a la Championship esa temporada. Debutó el 17 de agosto contra el Burnley en la derrota por 2-0. El 11 de enero de 2014 su préstamo se extendió hasta el final de la temporada.

#### Regreso a Cardiff

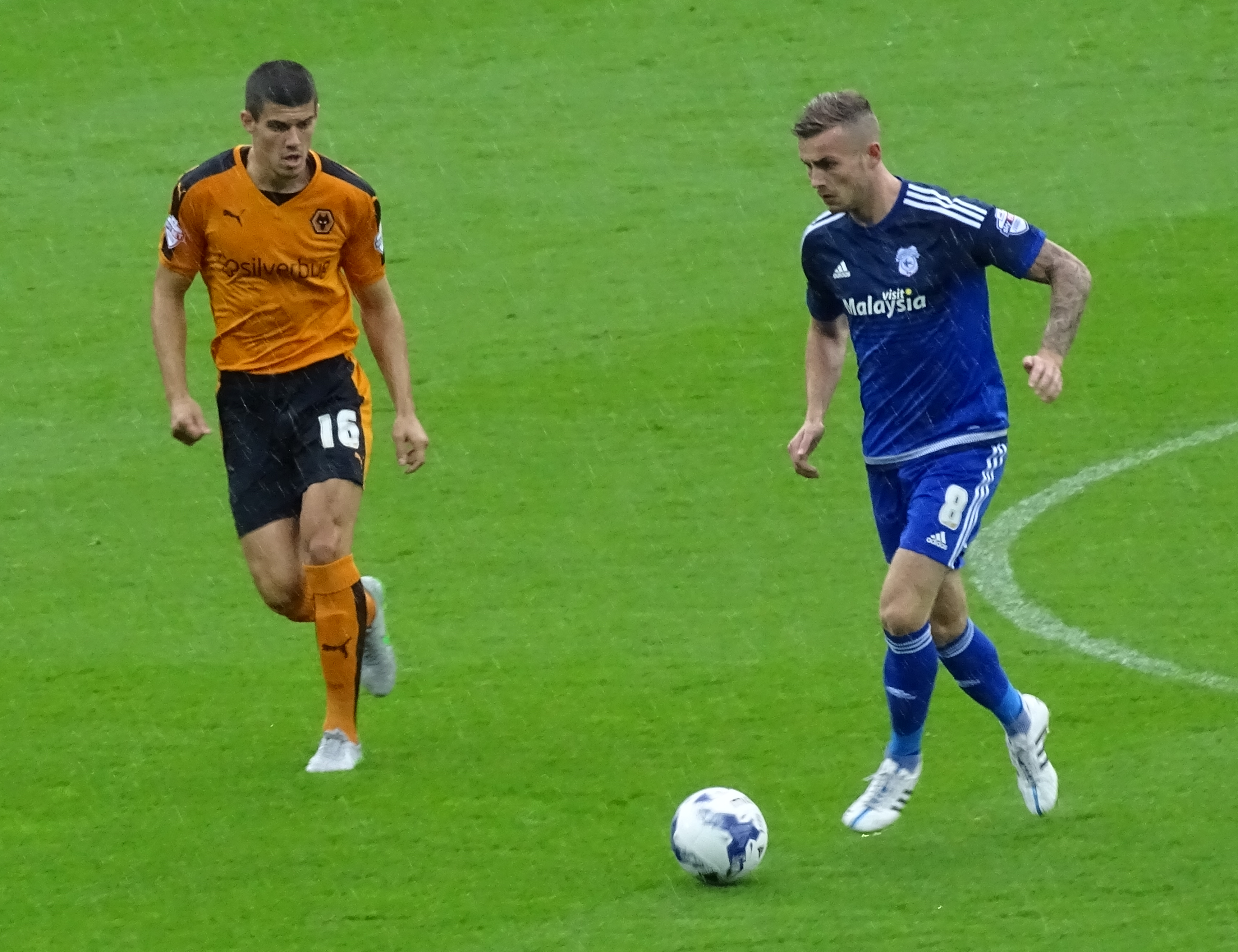
Ralls (en azul) contra el Wolverhampton Wanderers.

En su regreso a Cardiff para la temporada 2014-15, extendió la duración de su contrato por tres años en el club. Registró 31 partidos jugados y 4 goles esta temporada y su actuación le valió un nuevo contrato por cinco años con el club.
Al comienzo de la siguiente temporada, obtuvo el dorsal número 8. Ralls anotó su único gol de la temporada en enero contra el Wolverhampton Wanderers en la victoria por 3-1. Ralls al final de la temporada ganó el premio del club al Jugador joven del año, donde el Cardiff perdió su paso a los play offs ante el Sheffield Wednesday.
Ralls celebró su encuentro número 100 con el Cardiff anotando un gol desde 25 yardas contra el Fulham en agosto de 2016. Fue parte del plantel del Cardiff que regresó a la Premier League en la temporada 2017-18.

## Selección nacional
Ralls debutó con la sub-19 de Inglaterra contra su par de República Checa en febrero de 2012.

## Estadísticas
Actualizado al 19 de enero de 2019.
| Club                              | Div.          | Temporada     | Liga  | Liga  | FA Cup | FA Cup | League Cup | League Cup | Total | Total |
| Club                              | Div.          | Temporada     | Part. | Goles | Part.  | Goles  | Part.      | Goles      | Part. | Goles |
| Cardiff City Gales                | 2.ª           | 2011-12       | 10    | 1     | 0      | 0      | 4          | 0          | 14    | 1     |
| Cardiff City Gales                | 2.ª           | 2012-13       | 4     | 0     | 1      | 0      | 1          | 0          | 6     | 0     |
| Cardiff City Gales                | 1.ª           | 2013-14       | 0     | 0     | 0      | 0      | 0          | 0          | 0     | 0     |
| Cardiff City Gales                | 2.ª           | 2014-15       | 28    | 2     | 1      | 1      | 2          | 1          | 31    | 4     |
| Cardiff City Gales                | 2.ª           | 2015-16       | 43    | 1     | 0      | 0      | 1          | 0          | 44    | 1     |
| Cardiff City Gales                | 2.ª           | 2016-17       | 42    | 6     | 1      | 0      | 1          | 0          | 44    | 6     |
| Cardiff City Gales                | 2.ª           | 2017-18       | 37    | 7     | 2      | 0      | 1          | 0          | 40    | 7     |
| Cardiff City Gales                | 1.ª           | 2018-19       | 18    | 0     | 1      | 0      | 0          | 0          | 19    | 0     |
| Cardiff City Gales                | Total club    | Total club    | 182   | 17    | 6      | 1      | 10         | 1          | 198   | 19    |
| Yeovil Town (préstamo) Inglaterra | 2.ª           | 2013-14       | 37    | 3     | 1      | 0      | 0          | 0          | 38    | 3     |
| Yeovil Town (préstamo) Inglaterra | Total club    | Total club    | 37    | 3     | 1      | 0      | 0          | 0          | 38    | 3     |
| Total carrera                     | Total carrera | Total carrera | 219   | 20    | 7      | 1      | 10         | 1          | 236   | 22    |

## Palmarés

### Distinciones individuales
| Distinción                            | Año     |
| ------------------------------------- | ------- |
| Jugador joven del año de Cardiff City | 2014-15 |